# Luciano Inverso
Luciano Ezequiel Inverso Esnal (Montevideo, 22 de marzo de 2005) es un futbolista uruguayo de ascendencia italiana. Juega de extremo derecho y su equipo actual es el Club Atlético Rentistas de la Segunda División de Uruguay, cedido a préstamo de Nacional.

## Trayectoria
Comenzó a jugar al baby fútbol con 3 años en el Club Relámpago del barrio Malvín, siempre jugó con la categoría 2003 o 2004, por lo que tuvo experiencia contra jugadores mayores que él durante toda su formación infantil. En el año 2018 fue fichado por el Club Nacional de Football y se incorporó a la pre Séptima pero entrenó en ocasiones con Séptima, llegó a jugar 3 partidos y convertir 1 gol con la categoría 2004. En el año 2019 jugó en su totalidad en Séptima división, correspondiente a la sub-14, se destacó con 33 goles en 35 partidos y fue el máximo artillero del campeonato. En 2020 volvió a destacarse, convirtió 14 goles en 16 partidos con la sub-15, esta vez fue el segundo máximo goleador del campeonato, que fue suspendido por COVID-19. Bajó su cuota goleadora en 2021, con la sub-16 convirtió 6 goles en 15 partidos.
A principios de 2022, a sus 16 años, fue comunicado de que debía realizar la pretemporada con el plantel de Tercera División. Debutó en Tercera el 15 de febrero en el Estadio Gran Parque Central, jugaron ante Deportivo Maldonado y ganaron 1-0 con un gol suyo, fue el estreno como técnico del "Chino" Recoba. Antes de la fecha 2 se lesionó y perdió varias semanas de juego, regresó en abril pero a la categoría sub-17.
Fue incluido en la lista de buena fe de la Copa Libertadores 2022, Copa Sudamericana 2022, Copa AUF Uruguay 2022 y Copa Libertadores 2023, pero no fue considerado.
El 12 de enero de 2023 firmó su primer contrato como profesional, junto a otros juveniles como Thiago Helguera.
Fue convocado por primera vez para concentrar con el primer equipo para la fecha 6 del Torneo Intermedio 2023, estuvo en el banco de suplentes frente a Fénix, no tuvo minutos y perdieron 0-1.
Debutó como profesional el 3 de septiembre en el Gran Parque Central, el entrenador Álvaro Gutiérrez lo mandó a la cancha en el segundo tiempo para enfrentar a Plaza Colonia y empataron sin goles.
Posteriormente asumió como entrenador del equipo principal Álvaro Recoba y le brindó rodaje a Luciano en la tercera ronda de la Copa Uruguay 2023, estuvo en cancha los 7 minutos finales y derrotaron a Potencia 0-4.
Fue considerado en Tercera División por el nuevo entrenador Rafael García, tuvieron un buen cierre de año y ganaron el Torneo Clausura tras vencer a Peñarol. En la misma semana volvieron a jugar contra Peñarol para definir al ganador de la tabla anual, debido a un empate de puntos y volvieron a ganar. Por tercera vez en 7 días jugaron contra los carboneros, una final/semifinal por el título de Tercera División, con un 2-1 a favor Nacional se coronó Campeón Uruguayo 2023.
Finalizó su primer año como profesional con 2 presencias en el primer equipo.
En la primera mitad de 2024 no fue considerado en la máxima categoría, por lo que fue cedido al Club Atlético Rentistas para jugar en segunda división. Debutó en su nuevo equipo el 14 de septiembre, ingresó en el transcurso del segundo tiempo para enfrentar a Plaza Colonia pero perdieron 2-1. Al siguiente partido fue titular contra Tacuarembó, convirtió su primer gol oficial y ganaron 2-0.
Tras 7 partidos jugados y 2 goles convertidos con Rentistas regresó a Nacional pero no iba a ser considerado por lo que volvió a ser cedido, esta vez a River Plate. Defendió a los darseneros en 4 oportunidades pero finalizó el préstamo a mitad de año de mutuo acuerdo.

## Selección nacional
Ha sido parte de la selección de fútbol de Uruguay en las categorías sub-17, sub-18, sub-20 y sub-23.
Tuvo su primera citación en noviembre de 2020, el entrenador Diego Demarco lo convocó para entrenar en la sub-17. En 2021 fue considerado en más entrenamientos sub-17, no llegó a jugar partidos pero finalmente se suspendió el Sudamericano Sub-17 por COVID-19.
En 2022 fue convocado por Marcelo Broli para ser parte de un combinado sub-18 de Uruguay y jugar un cuadrangular internacional amistoso en Japón.
Debutó con Uruguay el 25 de agosto de 2022, fue titular para enfrentar al local Japón pero perdieron 1-0. En el segundo partido, contra Uzbekistán, ingresó en el transcurso del partido y volvieron a perder por la mínima. Cerraron el cuadrangular frente a Shizuok, volvió a tener minutos desde el banco de suplentes pero perdieron 3-0.
En junio de 2023 fue citado por el entrenador de la selección absoluta Marcelo Bielsa para ser parte de los sparring como preparación de 2 partidos amistosos de Uruguay. Volvió a ser considerado como sparring de cara al inicio de la Clasificación de Conmebol para la Copa Mundial de 2026.
El 18 de septiembre fue convocado para ser parte de la preparación de los Juegos Panamericanos, para entrenar con un combinado sub-23 a pesar de ser sub-18. Finalmente no fue confirmado en la lista definitiva.
Fue parte del proceso de la selección sub-20, lo citaron en febrero de 2024 en la primera lista del año. El 21 de abril debutó con la categoría, fue titular en un partido amistoso contra Rusia pero perdieron 0-1.

## Estadísticas

### Clubes
Actualizado al último partido citado el 29 de marzo de 2025.
| Club                        | Div.          | Temporada     | Liga  | Liga  | Liga   | Copas nacionales | Copas nacionales | Copas nacionales | Copas internacionales | Copas internacionales | Copas internacionales | Total | Total | Total  |
| Club                        | Div.          | Temporada     | Part. | Goles | Asist. | Part.            | Goles            | Asist.           | Part.                 | Goles                 | Asist.                | Part. | Goles | Asist. |
| --------------------------- | ------------- | ------------- | ----- | ----- | ------ | ---------------- | ---------------- | ---------------- | --------------------- | --------------------- | --------------------- | ----- | ----- | ------ |
| C. Nacional de F. · Uruguay | 1.ª           | 2023          | 1     | 0     | 0      | 1                | 0                | 0                | -                     | -                     | -                     | 2     | 0     | 0      |
| C. Nacional de F. · Uruguay | Total club    | Total club    | 1     | 0     | 0      | 1                | 0                | 0                | 0                     | 0                     | 0                     | 2     | 0     | 0      |
| C. A. Rentistas · Uruguay   | 2.ª           | 2024          | 7     | 2     | 0      | -                | -                | -                | —                     | —                     | —                     | 7     | 2     | 0      |
| C. A. Rentistas · Uruguay   | Total club    | Total club    | 7     | 2     | 0      | 0                | 0                | 0                | 0                     | 0                     | 0                     | 7     | 2     | 0      |
| C. A. River Plate · Uruguay | 1.ª           | 2025          | 4     | 0     | 0      | 0                | 0                | 0                | —                     | —                     | —                     | 4     | 0     | 0      |
| C. A. River Plate · Uruguay | Total club    | Total club    | 4     | 0     | 0      | 0                | 0                | 0                | 0                     | 0                     | 0                     | 4     | 0     | 0      |
| C. A. Rentistas · Uruguay   | 2.ª           | 2025          | 0     | 0     | 0      | -                | -                | -                | —                     | —                     | —                     | 0     | 0     | 0      |
| C. A. Rentistas · Uruguay   | Total club    | Total club    | 0     | 0     | 0      | 0                | 0                | 0                | 0                     | 0                     | 0                     | 0     | 0     | 0      |
| Total carrera               | Total carrera | Total carrera | 12    | 2     | 0      | 1                | 0                | 0                | 0                     | 0                     | 0                     | 13    | 2     | 0      |
| 1.                          |               |               |       |       |        |                  |                  |                  |                       |                       |                       |       |       |        |

### Selección
Actualizado al último partido disputado el 21 de abril de 2024.
| Selección         | Temporada         | Continental | Continental | Continental | Mundial | Mundial | Mundial | Amistosos | Amistosos | Amistosos | Total | Total | Total  |
| Selección         | Temporada         | Part.       | Goles       | Asist.      | Part.   | Goles   | Asist.  | Part.     | Goles     | Asist.    | Part. | Goles | Asist. |
| ----------------- | ----------------- | ----------- | ----------- | ----------- | ------- | ------- | ------- | --------- | --------- | --------- | ----- | ----- | ------ |
| Sub-18 · Uruguay  | 2022              | —           | —           | —           | —       | —       | —       | 3         | 0         | 0         | 3     | 0     | 0      |
| Sub-18 · Uruguay  | Total sel.        | 0           | 0           | 0           | 0       | 0       | 0       | 3         | 0         | 0         | 3     | 0     | 0      |
| Sub-20 · Uruguay  | 2024              | —           | —           | —           | —       | —       | —       | 1         | 0         | 0         | 1     | 0     | 0      |
| Sub-20 · Uruguay  | Total sel.        | 0           | 0           | 0           | 0       | 0       | 0       | 1         | 0         | 0         | 1     | 0     | 0      |
| Total selecciones | Total selecciones | 0           | 0           | 0           | 0       | 0       | 0       | 4         | 0         | 0         | 4     | 0     | 0      |